# Héctor Valdivielso Sáez
Héctor Valdivielso Sáez, in religione Benito de Jesús (Buenos Aires, 31 ottobre 1910 – Turón, 9 ottobre 1934), è stato un religioso argentino.
È il primo martire e santo nato in Argentina venerato dalla Chiesa cattolica.